# اوجی‌اس گرافورد
او جی اس گرافورد (انگلیسی: O. G. S. Crawford; ۲۸ اکتبر ۱۸۸۶ – ۲۸ نوامبر ۱۹۵۷) باستان‌شناسی اهل بریتانیا بود.